# Sydney United 58 FC
Sydney United 58 FC (założony jako Sydney Croatia FC) - jest australijskim klubem piłkarskim z siedzibą w Sydney. 

## Historia
Klub Sydney Croatia został założony przez chorwackich emigrantów w Sydney w 1957. W następnym roku przystąpił do NSW Soccer Football Association i lokalnej ligi. W 1959 klub przeszedł do NSW Soccer Federation i przystąpił do trzeciej ligi stanowej. W 1961 klub awansował do drugiej ligi, a w 1963 do pierwszej ligi. W rozgrywkach tych Sydney Croatia występował do 1983, trzykrotnie w latach 1977, 1982, 1983 wygrywając te rozgrywki.
W 1984 klub przystąpił do rozgrywek National Soccer League. Croatia czterokrotnie zdobyła wicemistrzostwo NSL w 1985, 1988, 1997, 1999. Klub występował w NSL do jej rozwiązania w 2004. W 1993 klub zmienił nazwę na Sydney United. W 2005 klub powrócił do rozgrywek stanowych i występuje do chwili obecnej w NSW Premier League.

## Sukcesy

### Rozgrywki krajowe
- wicemistrzostwo National Soccer League (4): 1985, 1988, 1997, 1999.
- NSL Cup: 1987.

### Rozgrywki stanowe
- mistrzostwo stanu Nowa Południowa Walia (4): 1977, 1982, 1983, 2006.

## Znani piłkarze w klubie
| - David Zdrilic - Tony Popovic - Zeljko Kalac - Robbie Hooker - Jason Čulina - Graham Arnold - Mile Sterjovski - Mile Jedinak - Ray Richards - Craig Foster | - Ned Zelic - Ivan Necevski - Jacob Burns - Mark Bosnich - Max Tolson - Attila Abonyi - Robbie Slater - Aljoša Asanović - Labinot Haliti |

## Trenerzy
- Josip Kuže (1982-84)

## Sezony wNational Soccer League
| Sezon     | Uzyskane Miejsce               |
| --------- | ------------------------------ |
| 1984      | 6 w Konferencji Północnej      |
| 1985      | wicemistrzostwo                |
| 1986      | półfinał Konferencji Północnej |
| 1987      | 5                              |
| 1988      | wicemistrzostwo                |
| 1989      | 7                              |
| 1989-90   | 7                              |
| 1990-91   | 7                              |
| 1991-92   | 12                             |
| 1992-93   | 7                              |
| 1993-94   | ćwierćfinał                    |
| 1994-95   | ćwierćfinał                    |
| 1995-96   | ćwierćfinał                    |
| 1996-97   | wicemistrzostwo                |
| 1997-98   | ćwierćfinał                    |
| 1998-99   | wicemistrzostwo                |
| 1999-2000 | 16                             |
| 2000-01   | 10                             |
| 2001-02   | 11                             |
| 2002-03   | 8                              |
| 2003-04   | 10                             |